# 合金装备 孪蛇
《合金装备 孪蛇》是一款由硅骑士工作室制作，由小岛制作监制，日本科乐美公司在任天堂GameCube主机上发行的一款军事题材秘密潜入类动作游戏，该作是索尼PlayStation上的《合金装备》的重製版。《合金装备 孪蛇》的以Playstation版的《合金装备》为基础，在劇情上便無任何更動。

## 差异
- 操作系统采用类似Playstation 2版《合金装备2》的操作模式
- 游戏画面完全重新制作，采用《合金装备2》的游戏引擎，发挥任天堂GameCube优秀的硬件技能，使画面超越Playstation 2版的《合金装备2》
- 增加第一人称视角，可用主观视角进行游戏
- 游戏过场CG全部重新绘制，并邀请日本知名電影導演北村龙平担任监制
- 游戏使用重新翻譯的英语配音
- 将游戏运行速度提高到60 FPS
- 取消了VR训练模式
- 新增使用麻醉彈的M9手槍以及PSG-1T狙擊步槍

## 外部連結
- （英文）（日語）《潛龍諜影 孿蛇》官方網站 （页面存档备份，存于）